# Carl August Guldberg
Carl August Guldberg, född den 6 november 1812 i Strömstad, död den 17 januari 1892 i Kristiania, var en norsk präst och publicist, far till Cato Maximilian, Axel Sophus, Cathinka Augusta och Gustav Adolph Guldberg.
Guldberg flyttade några år gammal med föräldrarna till Fredrikstad, blev student 1824, teologie kandidat 1833 och övertog kort därefter redigeringen av Norges första illustrerade tidning, "Skilling-Magazinet", som han ledde till slutet av 1856. Han förestod dessutom ett boktryckeri och en bokhandel till 1847, då han övergick till prästerlig verksamhet. Han var först kaplan i Nannestad och Ullensaker och 1869-80 kyrkoherde i Onsö. Av hans barn har flera vunnit ett ansett namn på de vetenskapliga och filantropiska områdena.